# دهستان لاین
دهستان لاین، یکی از دهستان‌های بخش هزارمسجد شهرستان کلات در استان خراسان رضوی ایران است.

## جمعیت
براساس سرشماری عمومی نفوس و مسکن در سال ۱۳۹۵، جمعیت دهستان لاین برابر با ۱٬۸۷۴ نفر بوده‌است.